# Eglantyne Jebb
Eglantyne Jebb (Ellesmere, Shropshire, Gran Bretaña, 25 de agosto de 1876 – Ginebra, Suiza, 20 de diciembre de 1928) fue una activista social británica, fundadora de Save the Children. No solo creó una de las organizaciones de desarrollo más importantes del mundo, sino que su labor desembocó además en la promulgación de los “Derechos del Niño” por parte de Naciones Unidas. 
Eglantyne fue una estudiante aplicada. Cuando abandonó la universidad, ingresó en la Escuela Superior para Profesores (Stockwell), a pesar de que era muy poco usual que alguien de una procedencia como la suya se convirtiera en profesora. 
En 1899 empezó a dar clases a estudiantes de primaria. Sin embargo, Eglantyne sentía que estaba fracasando como profesora. Estaba convencida de que tenía que haber otras formas para poder ayudar a los niños. 
En 1913 viajó a los Balcanes. Su tarea consistía en repartir dinero recaudado para paliar la tragedia. Allí vio el terrible sufrimiento y el desplazamiento de los refugiados. De vuelta a Inglaterra, empezó una campaña política y de recaudación de fondos, sin embargo, con poco éxito. Cuando estalló la Primera Guerra Mundial, se convirtió en pacifista convencida. 
El 15 de abril de 1919, la hermana de Eglantyne, Dorothy, consiguió crear ese amplio grupo de presión política para acordar la constitución de un “Save the Children Fund” independiente. Su objetivo consistiría en proporcionar ayuda real a los niños en toda Europa. El 19 de mayo, Eglantyne dirigió, apoyada por su hermana, una importante reunión en el Albert Hall para anunciar la creación del Fondo. 
Poco después de aquella intervención, Eglantyne fue detenida por haber repartido fotos de niños hambrientos de Viena (Austria había sido uno de los países más afectados) durante su campaña a favor del levantamiento del bloqueo. Una vez detenida, acabó convenciendo al fiscal para que hiciera una donación al Save the Children Fund. 
La creación del Fondo fue un gran éxito, en su conjunto. El dinero empezó a llegar de todas partes del país. A las pocas semanas de su creación, Save the Children ya repartía ayuda en Berlín y Austria.
Eglantyne es venerada como santa por la Comunión anglicana. Su festividad es el 17 de diciembre.

## Biografía
Eglantyne Jebb nació en una familia campesina acomodada en Shropshire (Inglaterra). Fue una de 
los 6 hijos de Arthur Jebb de Shropshire y su esposa Eglantyne, que casualmente también 
provenía de una familia Jebb de Killiney (Irlanda). 
Para entender a Eglantyne es necesario conocer su origen y su educación recibida en el seno 
de su familia. A continuación, citamos algunos comentarios sobre Eglantyne, extraídos de la 
página web de Save the Children (Reino Unido): “Era una niña muy viva, dirigía a sus 
hermanos y hermanas en batallas imaginarias en el jardín y solía fascinarles con historias salidas 
de su imaginación. Le encantaba montar a caballo, prefería ir a caballo con hombres, ya 
que, según decía, las mujeres se cansaban demasiado rápido. Además, le gustaba nadar e ir en 
barco y habría podido pasarse años leyendo en la extensa biblioteca de su padre. Sin embargo, 
su madre tenía miedo de que permaneciera soñando despierta demasiado tiempo”. 
Los niños crecieron en el encanto y el amor de una vida en el campo. A Eglantyne le gustaban 
las carreras solitarias, la vida modesta y las caminatas solitarias por el campo. Quería a las 
personas normales y odiaba las consecuencias de un sistema de clases: “El respeto hacia ellas 
[las personas] no debe depender de la forma en la que pasen su tiempo de trabajo. En el 
sentido social solo debería existir una clase: la gran clase de la humanidad. Eglantyne era muy 
desinteresada y prefería vestir de forma simple, con ropa barata”. 
La mejor biografía de Eglantyne es la obra 'Rebel Daughter of a Country House' (“Hija rebelde 
de una casa de campo”), escrita por Francesca Wilson (George Allen & Unwin, 1967), quien 
analizó cientos de cartas y documentos familiares. Citamos de dicha obra:   
“Eglantyne era la más ingeniosa de los hijos. Sus dos hermanos menores acudían 
incondicionalmente a sus interminables juegos de soldados, las caminatas, las instrucciones, los 
juegos de bandas y los asaltos a las fortificaciones del Segundo Regimiento Lyth de la Caballería 
Ligera. Tenía una personalidad tan fuerte que fue capaz de arrastrar a los mayores: 
Bun [su tía, sobre la que hablaremos más adelante], siempre dispuesta a la diversión, se 
convirtió en mariscal de campo, Em y Lill [sus hermanas] fueron, a veces, ascendidas a 
capitanes y, otras veces, degradas a lugartenientes”. 
La biografía señala también que existían muchos estímulos intelectuales e influencias 
“modernas” para la joven Eglantyne. Por ejemplo, a la edad de tres años, la pequeña Eglantyne 
editaba la revista familiar donde incluía constantemente y con paciencia artículos (cartas, 
poesías y ensayos) de toda la familia.

### Oxford
Desde que empezó en 1895 su estancia en Oxford, fue una estudiante apasionada y 
una enérgica participante en debates. Cuando llegó por primera vez a la residencia Lady 
Margaret Hall, sacó todo el mobiliario de su habitación ya que lo creía demasiado pretencioso 
para una “simple estudiante”. Únicamente el vicedirector logró convencerle para que volviera 
a poner las cosas en su sitio por razones estéticas. Disfrutaba inmensamente de las clases 
magistrales de ciencias políticas de A.L. Smith, en cierto sentido una leyenda universitaria. 
Eglantyne se convirtió asimismo en la preferida de la Directora, la señora Wordsworth (la gran 
sobrina del poeta).   
Cuando abandonó la universidad, la viuda de Toynbee ayudó a convencerla para que 
ingresara en la Escuela Superior para Profesores (Stockwell) en 1898. Esto, ya de por sí era 
otra vez “diferente”, además de ser poco común que alguien de una procedencia como la de 
Eglantyne se convirtiera en profesora. Ella reconoció que su época en la Escuela Superior fue 
difícil. Además, le impresionaron las malas condiciones de los profesores en prácticas. Por otra 
parte, se sentía feliz porque la enseñanza en la escuela era progresista y respetuosa con los 
niños.

### La enseñanza
En 1899 empezó a dar clases a estudiantes de primaria en Marlborough (Wiltshire). El sitio 
resultó ser una escuela bastante progresista que utilizaba la “Metodología Fröbel” y otros 
métodos avanzados de enseñanza. Eglantyne se sorprendió bastante de que los niños jugaran a juegos bélicos y no llegó a comprender que, aparentemente, no mostraran 
ningún horror a luchar y matar. Los niños eran, en aquel entonces, una especie de 
cantera para la Guerra de los Bóer. Ella siempre pretendía crear desafíos para los niños e 
intentaba alejar a sus alumnos de los libros para que aprendiesen desde la observación y la 
experiencia. Para su sorpresa, sus estudiantes la querían, al igual que sus directores.   
Sin embargo, Eglantyne sentía que estaba fracasando como profesora. Estaba convencida de que tenía que haber otras formas para poder ayudar a los niños.

### Cambridge
En 1903, la señora Keynes contrató a Eglantyne en el COS, donde entró por primera vez en 
contacto real con el trabajo de caridad y obtuvo la oportunidad de escribir un libro sobre la 
pobreza en la ciudad, con el título: “Cambridge: A Social Study” (“Cambridge: Un estudio 
social”) (Macmillan, 1906), que tuvo muy buena acogida. En dicha obra se explican ideas y 
pensamientos progresistas y recomendaciones prácticas, lo que creó la base de la gran 
preocupación de Eglantyne por la educación y los programas continuos de desarrollo como 
instrumentos claves para la ayuda a los desfavorecidos. A través de la preparación de ese libro 
y su trabajo en COS obtuvo buenos conocimientos sobre el funcionamiento de una 
organización benéfica. Eglantyne estuvo trabajando en COS hasta primavera de 1908. Una de 
sus más fieles compañeras y ayudantes durante esos años fue la hija de la señora Keynes, 
Margaret, que se casó más tarde con A.V. Hill. Hill llegó a ser miembro de la Royal Society y 
obtuvo el Premio Nobel. Margaret fundó 8 casas para “personas mayores” en Londres y 
escribió un muy reconocido libro titulado 'An Approach to Old Age and Its Problems' (“Una 
visión sobre la vejez y sus problemas”) (Oliver & Bond, 1961). Estos fueron los círculos en los 
que Eglantyne se movió durante toda su vida.  
Durante algún tiempo, Eglantyne confesaba en sus diarios que estaba enferma, aunque también 
apuntaba: “Mi fatiga es síntoma de la costumbre de fatiga y como tal seguramente debería someterse a una cura mental. Tengo que hacer ese propósito e intentar ser más fuerte”. En 
realidad, Eglantyne padecía un problema de tiroides que más tarde desembocó en bocio.  

### Una novela
En 1910, la madre de Eglantyne, Tye, también enfermó una vez más y decidió irse a vivir 
durante un tiempo fuera de Inglaterra. Por esta razón, Eglantyne recorrió Europa con su 
madre durante dos años, visitando varios balnearios. Aunque no lo disfrutó, el viaje le dio la 
oportunidad de escribir una larga novela, “The Ring Fence” (“La valla de círculo”), que contenía 
una serie de apuntes autobiográficos y una descripción detallada de la vida rural inglesa. En 
dicho libro critica duramente las actitudes de las “clases gobernantes” y analiza las miserias de 
un trabajador manual de aquellos tiempos. Como obra literaria resultó demasiado larga y 
prosaica y, por lo tanto, no tuvo éxito, lo que afectó su autoestima. A posteriori se puede 
constatar que servía de empujón para la trayectoria futura de Eglantyne.

### Los Balcanes
Durante 1913, Eglantyne, viajó, animada por Charles Buxton, el marido de Dorothy, a 
los Balcanes (Skopie y Prizren) para ayudar en el Fondo de Auxilio Macedonio. Su tarea 
consistía en repartir dinero recaudado para paliar la tragedia. El objetivo era ayudar no solo a 
los victoriosos serbios y a sus aliados, sino también a los albaneses, en su mayoría musulmanes, 
que, como aliados de los turcos, habían perdido. La complicada situación de los Balcanes, llena 
de rivalidades ancestrales y discrepancias religiosas, impresionó fuertemente a Eglantyne. La 
biografía de Wilson cita las siguientes palabras de Eglantyne:  
"Desgraciadamente, la religión se ha enredado con la política. Las nacionalidades están 
demasiado mezcladas, de forma que la religión de una persona es la mejor manera para 
expresar a qué parte pertenece. (...) Ser católico romano significaba, por lo tanto, no ser serbio 
de sangre, estar en contra de Serbia y estar en favor de cualquier avance que su poderoso 
vecino (es decir, Austria) pudiera emprender contra él".  
Vio el terrible sufrimiento y el desplazamiento de los refugiados y, en un momento de 
lucidez durante un horrible ataque de delirio, causado por una gripe, dijo: “Tengo que volver a 
Inglaterra. La gente se muere sin parar”.  
De vuelta a Inglaterra, empezó una campaña política y de recaudación de fondos, aunque con poco éxito. Fue en aquel entonces, cuando su hermana Lill le dio su siguiente 
trabajo como directora de la revista de AOS “The Plough”.  
Cuando estalló la Primera Guerra Mundial, se convirtió en pacifista convencida. En 
1915 se vio obligada, por su mala salud, a dejar la dirección de la revista de AOS, dedicándose 
a sus diarios. Resulta interesante observar que en sus anotaciones parecía casi ignorar la 
Guerra y sus sufrimientos.  

### El “Cambridge Magazine”
En 1915, su hermana Dorothy comenzó a inquietarse por la situación de los periódicos 
británicos que solo transmitían “una cara de la guerra”. Ella consiguió un permiso del 
Gobierno para importar periódicos “enemigos” y publicó un periódico en el que establecía un 
equilibrio entre los hechos. Existen rumores según los cuales Dorothy fue a negociar dicho 
permiso directamente con Lloyd George, el entonces primer ministro, tan grande fue su 
determinación. En total, importó más de 100 periódicos de toda Europa. Tras la 
publicación de algunos folletos, Dorothy fue invitada a incluir ese material en el “Cambridge 
Magazine”, que, a su vez, tuvo un seguimiento internacional como fuente de informaciones 
exactas sobre el estado de la guerra en relación con temas sociales y económicos. 
Entre sus lectores habituales estaban personalidades como el General Smuts y Maynard Keynes.   
En 1916, Eglantyne fue operada de bocio, con lo que su estado de salud mejoró. Durante 
el año 1917 se ofreció como voluntaria para ayudar a Dorothy en el "Cambridge Magazine", con lo que se ocupó de los periódicos italianos y franceses. Quedó evidente que no solo la Guerra 
llevó al cierre, sino que hubo también terribles consecuencias sociales causadas por el bloqueo 
de los aliados. De modo que el Magazine no solo sirvió para aumentar la resolución de las dos 
hermanas de ofrecer algo distinto, sino que les convirtió en dos de las personas mejor 
informadas sobre la situación de la sociedad europea al final de la guerra. Las noticias eran 
malas: gran escasez de alimentos, de ropa para niños recién nacidos y de otros artículos 
básicos.

### Save the Children
El bloqueo impuesto contra el derrotado emperador alemán y sus aliados fue prolongado tras 
el armisticio de 1918 aunque solo parcialmente gracias a las peticiones de Lloyd George, que le 
deberían ayudar a ganar las elecciones generales después de la guerra.   
El Consejo 'Fight the Famine” (“Lucha contra el hambre”) fue creado en ese contexto con el 
objetivo de alcanzar un acuerdo político para levantar el bloqueo. 
El 15 de abril de 1919, la hermana de Eglantyne, Dorothy, consiguió crear ese amplio grupo de 
presión política para acordar la constitución de un “Save the Children Fund” independiente. Su 
objetivo consistiría en proporcionar ayuda real a los niños en toda Europa. 
El 19 de mayo Eglantyne dirigió, apoyada por su hermana, una importante reunión en el Albert 
Hall para anunciar la creación del Fondo. Citamos nuevamente la página web de Save the 
Children: 
“Un compañero de Eglantyne describe la situación: 'El público llegó provisto de manzanas 
podridas que quería tirar a la cabeza de los “traidores que pretendían recaudar dinero para los 
niños de los enemigos”. Pero no llegaron a insultar a Eglantyne Jebb; estaban obligados a 
escucharla. Ella empezó con cierta indecisión, sin embargo, entusiasmada por la pasión por su 
misión, su voz se hizo más firme. ¿Logró convencer? No fue por los argumentos, sino por la 
convicción apasionada con la que presentó la causa que ella defendía.”    
Poco después de aquella intervención Eglantyne fue detenida por haber repartido fotos de 
niños hambrientos de Viena (Austria había sido uno de los países más afectados) durante su 
campaña a favor del levantamiento del bloqueo. Una vez detenida, Eglantyne probablemente 
esperaba que la ingresaran en prisión para poder darle mayor peso a su opinión, pero, sin 
embargo, tuvo que abonar una multa de 5 libras y acabó convenciendo al fiscal para que hiciera 
una donación al Save the Children Fund. La creación del Fondo fue un gran éxito, en su 
conjunto. El dinero empezó a llegar de todas partes del país. A las pocas semanas de su 
creación, Save de Children ya repartía ayuda en Berlín y Austria.  
La primera filial se abrió en Fife (Escocia), en 1919. Esta fue una nueva forma de crear fondos 
a través de comunidades locales. En 1920 fueron contratados los primeros organizadores 
regionales profesionales. A finales de 1921 existían ya 300 filiales en todo el Reino Unido. 
Todas ellas tuvieron que cerrarse en 1924 como consecuencia de recortes de presupuesto. La estructura de las filiales no empezó a restablecerse hasta 1944. 

### Métodos Modernos
En este punto Eglantyne pudo demostrar su auténtico talento para el trabajo de ayuda efectivo. 
Decidió que había que emplear los métodos modernos de publicidad y contrató a publicistas 
profesionales para la realización de una campaña publicitaria masiva.    
“Hemos de encontrar métodos”, escribió, “para dar a conocer los hechos de tal manera que 
despierten la imaginación del mundo”. Apuntaba además: “Hemos de tener las ideas claras 
sobre nuestros objetivos y perseguirlos con el mismo cuidado, el mismo esmero, la misma 
inteligencia que las mejores empresas industriales y comerciales.” Por consiguiente, ella 
recurrió a la ayuda de profesionales en todos los campos: médicos, periodistas y hombres de 
negocios. El escepticismo se desvaneció cuando la inversión de 5000 libras se convirtió en 120 000 
libras. En el primer año, Save the Children recaudó 400 000 libras (lo que equivale a más de 
8 000 000 libras de la moneda actual). En 1920, Save the Children empezó a introducir el 
apadrinamiento de niños como fórmula para comprometer a un mayor número de donantes. 
La cita de una frase de Eglantyne, expresada en 1919, se convirtió en uno de los principios del 
futuro trabajo de Save the Children: "Todas las guerras son guerras contra los niños".  

### Universalidad
Durante 1919 y 1920, Save the Children recibió muchas críticas, acusándolo de facilitar ayuda 
tanto a los vencedores como a los perdedores de la Primera Guerra Mundial. Se le acusó 
también de haber cometido el error de permitir que la señora Lloyd George, mujer del 
“traidor” del bloqueo, apareciera en su papel de cartas como colaboradora. Eglantyne contestó 
personalmente muchas de las cartas recibidas. La biografía editada por Wilson la cita de la 
siguiente manera: “El SCF no distingue entre políticas, razas o religiones. Un niño es un niño, 
sea rojo, blanco o negro”. 

### El Papa Benedicto XV
En 1919 viajó, una vez más, por los Balcanes. En diciembre de 1919 tuvo una 
audiencia de crucial importancia con el Papa Benedicto XV en Roma. Durante dicha audiencia 
el Papa apoyó claramente a Save the Children, hasta el punto de declarar el Día de los Santos 
Inocentes (28 de diciembre) como día de recaudación de fondos a través de la Iglesia. El Papa escribió dos encíclicas sobre el tema. Save the Children obtuvo el apoyo de otros muchos 
grupos religiosos, desde la comunidad judía hasta los teósofos. Y citamos nuevamente a 
Eglantyne: “El único idioma internacional es el llanto de un niño”.

### Save the Children Internacional
El 6 de enero de 1920, logró crear en Ginebra la Unión Internacional Save the 
Children. La primera asamblea importante de la Unión tuvo lugar en febrero de ese mismo 
año, a la que asistieron conjuntamente personas de ambos bandos del conflicto de la Primera 
Guerra Mundial. Eglantyne, sin embargo, estaba demasiado enferma como para participar. No 
obstante, entabló excelentes relaciones con las organizaciones con sede en Ginebra, 
como, por ejemplo, la Cruz Roja, que apoyaba la Fundación Internacional Save the Children.  
Eglantyne opinaba que cada país debería realizar todos los esfuerzos por ayudar a sus propios 
ciudadanos y no solo confiar en la llegada de ayuda. Como Save the Children había sido un 
éxito en todo el Imperio británico y se había extendido a Irlanda, los Estados Unidos, 
Escandinavia y otros muchos países, el enfoque principal ya no estaba dirigido solo a la ayuda 
a las víctimas de guerra, sino también al apoyo a los niños desfavorecidos de cada uno de 
los países. Aunque otras muchas organizaciones de ayuda (como la Organización Americana de 
ayuda de Herbert Hoover) prestaban sus servicios en toda Europa, la mayor parte de las ayudas iba destinada a adultos. Eglantyne tenía la firme convicción de que los niños eran los 
más necesitados. Escribió: “Cada generación de niños ofrece a la humanidad la posibilidad 
de reconstruir al mundo de su ruina”. 
Veía en los niños la mayor esperanza para una paz duradera. 

### La hambruna en Rusia
En agosto de 1921, Save the Children Reino Unido había recaudado más de 1 000 000 libras. 
Las condiciones en Europa Central habían mejorado poco a poco. Sin embargo, en esa época 
una gran hambruna azotó la región del Volga, el “granero” de Rusia. Eglantyne y Save the 
Children tenían que trabajar con energías renovadas. Dicho acontecimiento llevó a Eglantyne y 
Dorothy a la convicción de que Save the Children tenía que convertirse en una organización 
permanente, no pudiendo ser simplemente disuelta una vez concluido su trabajo de reparar los 
daños que había causado la Guerra en Europa. De forma que entre 1921 y 1923 Save the 
Children entró en acción, a pesar de las protestas que lo acusaban de ayudar a un país cerrado 
y comunista como Rusia. Se realizaron campañas de prensa, se elaboró material 
cinematográfico y se crearon comedores. Durante la hambruna en Rusia se llevaron un total 
de 157 millones de comidas para 300 000 niños. Save the Children demostró su eficacia al 
comprobar que podía alimentar a un niño con un chelín a la semana.  

### Los principios del funcionamiento
Esos esfuerzos se guiaban desde los inicios por los principios de Eglantyne. Citamos 
nuevamente de la página web de Save the Children las palabras del primer presidente del Save 
the Children Fund, expresadas en 1922: “ (...) el trabajo del Save the Children Fund es 
constructivo y a la vez paliativo (...) nuestro mayor esfuerzo es el de garantizar que una 
proporción justa del dinero que nos ha sido confiado sea destinado a trabajos que conduzcan a 
una mejora constante de las condiciones de vida de los niños". 
El enfoque profesional y su comprobada capacidad de recaudar fondos y de llevar la ayuda allá 
donde sea realmente requerida, concedieron a Save the Children una reputación internacional 
de primera clase. Esto, sin embargo, le dio que pensar a Eglantyne. Si se consigue atraer la 
atención de las personas solo en casos de grandes desastres, ¿cómo podrá conseguir Save the 
Children y, lo que es más importante aún, los niños, un apoyo permanente? Estaba claro que 
había que introducir cambios en el trabajo de la organización. 

### Los derechos de los niños
Estas actividades condujeron directamente a la Declaración de los Derechos del Niño, elaborada 
por Eglantyne en 1923 y publicada por primera vez en la revista de Save the Children “The 
World’s Children” (“Los niños del mundo”). Dicha Declaración fue adoptada inmediatamente 
por la Unión Internacional Save the Children y aprobada en 1924, gracias a la presión ejercida por Eglantyne, por la Sociedad de las Naciones. La Declaración dice literalmente: 
"Formulada por la Unión Internacional Save the Children, Ginebra, en 1923 y aprobada por la 
Quinta Asamblea General de la Sociedad de las Naciones en 1924.   
A través de la presente Declaración de los Derecho del Niño, comúnmente conocida como la 
Declaración de Ginebra, los hombres y las mujeres de todas los países, en reconocimiento de 
que la humanidad le debe al Niño lo mejor que es capaz de dar, declaran y aceptan como su 
obligación que, por encima de cualquier consideración de raza, nacionalidad o creencia: 
- EL NIÑO deberá recibir los medios materiales y espirituales necesarios para su normal desarrollo.
- EL NIÑO hambriento deberá ser alimentado; el niño enfermo deberá ser curado; el niño discapacitado deberá ser apoyado; el niño delincuente deberá ser reformado; y el niño huérfano y abandonado deberá ser protegido y asistido.
- EL NIÑO deberá ser el primero en recibir ayuda en situaciones de emergencia.
- EL NIÑO deberá ser puesto en una situación que le permita ganarse un sustento y deberá ser protegido ante cualquier forma de explotación.
- EL NIÑO deberá ser educado en la conciencia de que sus talentos han de ser empleados al servicio del prójimo".

Esta Declaración de 5 artículos incorporó más tarde otros dos artículos más, sirviendo en 
1959 de base para la “Declaración de los Derechos del Niño” de Naciones Unidas.   
Utilizando la Declaración como afirmación de su misión y como llamamiento a todo el mundo, 
Save the Children emprendió serias investigaciones sobre las mejores formas de ayuda efectiva, 
guiándose en cualquier momento por la convicción de Eglantyne de que “la ayuda debe darse a 
cambio de ayuda”. Muchos resultados de dichos estudios han sido publicados en la revista de 
Save the Children “The World’s Children” (“Los niños del mundo”), que se 
convirtió en la revista más importante sobre el tema. Se organizaron en Ginebra cursos de 
verano para empleados de Save the Children. Save the Children organizó, asimismo, 
el Primer Congreso internacional sobre el bienestar de los niños en 1925.

### Nuevo Enfoque
Ya en 1913, Eglantyne había sugerido el asentamiento de refugiados macedonios en la región, 
así que en 1925 Save the Children se embarcó en nuevos proyectos. Uno de ellos 
fue la creación de aldeas para refugiados en Bulgaria. A las personas se les facilitó herramientas 
y semillas y se les animó a rehacer sus vidas a través de la autosuficiencia. El proyecto fue un 
gran éxito y se convirtió para Save the Children y otras agencias en precursor de otros 
muchos programas de desarrollo parecidos. La idea se extendió rápidamente a Albania. En 
Hungría, las escuelas de Save the Children ofrecían formación profesional a jóvenes. 
En el Reino Unido se crearon en 1926 escuelas para prestar ayuda en barrios céntricos de las 
ciudades y durante la Huelga General se ofreció gratis leche en los colegios. Un informe 
publicado por Save the Children en 1933 confirma la importancia de la comida ofrecida en los 
colegios para la nutrición y el desarrollo de los niños. Dicho informe desembocó en una 
campaña llevada a cabo por Save the Children por la que finalmente se hizo obligatoria en el 
Reino Unido la comida en los colegios (en 1944).   

### Más allá de Europa
Ese mismo año, 1926, Eglantyne empezó a mirar más allá de Europa. Tuvo un interés especial 
por China. Según cita la biografía publicada por Wilson, escribió en 1927:   
“Como sin duda hay más niños sufriendo en Asia y en África que en Europa, deberíamos demostrar la sinceridad de nuestra pretensión de universalidad trabajando en esos continentes en cuanto logremos recaudar fondos suficientes para ese propósito”. 
Aunque a finales de 1928 Save the Children había recaudado más de 4 000 000 libras, Eglantyne 
seguía obsesionada con la idea de que los fondos se fueran a agotar. Era consciente de que el 
trabajo fuera de Europa podía suponer un cambio arriesgado en la estrategia de Save the 
Children, por lo que quería organizar una conferencia internacional con el fin de asegurar que 
los esfuerzos fueran encaminados en la dirección adecuada. Comenzó a aprender chino. 
Su muerte sobrevino antes de que se celebrara la conferencia. Debido, en 
parte, al estallido de la Segunda Guerra Mundial, Save the Children Reino Unido no fue capaz 
hasta 1950 de destinar una mayor parte de sus recursos a proyectos fuera de Europa. 

### La muerte de Eglantyne Jebb
En junio de 1928 tuvo que someterse a tres operaciones seguidas. Sus poesías, redactadas mientras se encontraba convaleciente en una clínica de Ginebra, hacen pensar que creía que su muerte estaba cerca. Eglantyne murió el 17 de diciembre de 1928 a consecuencia de una apoplejía. Fue enterrada en el cementerio de San Jorge de Ginebra. A los servicios religiosos por su funeral, oficiados en St. Martin’s in the Fields, acudió una gran multitud de distinguidas personalidades y nacionalidades. Su lápida lleva una inscripción con una cita de Mateo 25,40:
«Les aseguro que todo lo que hicieron por uno de mis hermanos, aun por el más pequeño, lo hicieron por mí»
El 7 de febrero de 2024, la ciudad de Ginebra volvió a enterrar los restos de Jebb en una tumba en el Cimetière des Rois, acompañado de una ceremonia solemne en honor a su compromiso con los derechos de los niños. El cementerio se considera el Panteón de Ginebra, donde se reservan los entierros de personalidades que han hecho contribuciones particularmente destacadas a la ciudad y a la comunidad.

## Valores
Eglantyne era una persona desinteresada e incansable en su trabajo por el bien de los demás, 
aunque su salud no siempre la acompañara. Era pacifista, demócrata, igualitaria, algo intelectual y tenía, además, una vena poética.   
Era una cristiana comprometida y, aunque estudió un poco la religión cristiana y otros enfoques 
novedosos, optaba por un cristianismo simple y profundamente espiritual. Sin embargo, nunca 
imponía a otros su religión. Era una auténtica universalista al no discriminar entre la 
raza, las orientaciones políticas y creencias religiosas de las personas con las que trabajaba o a 
las que ayudaba. Esa generosidad hacía que liberales, conservadores, socialistas, católicos, 
musulmanes, bahaíes y muchas otras personas apoyaran su obra.  
Según algunos testimonios, Eglantyne dijo en los años 20: "El trabajo de asistencia y ayuda no consiste 
solo en agotadoras reuniones, agotadores llamamientos, aburridas estadísticas y la aún más 
agotadora lucha contra el sufrimiento. Tiene sus momentos de encanto, sus 
aventuras, sus inesperadas visiones de nuevos horizontes". 
Otras personas la veían a veces como mística y soñadora, aunque ella tenía un pensamiento 
práctico y era una persona enérgica que siempre buscaba la acción. Eglantyne buscaba 
soluciones reales a largo plazo y no arreglos a corto plazo. Trabajaba muy duro en todo lo 
que emprendía. Un simple ejemplo de los esfuerzos que empleaba era su ayuda en la 
publicación del “Cambridge Magazine”, ya que, por lo visto, al abandonar ella la redacción se 
necesitaban tres personas para realizar el mismo trabajo.   
Sus valores, que en parte venían forjados por su historia familiar, sus propias experiencias 
vividas en los Balcanes y en otras partes y su propio y afilado sentido del bien y del mal la 
llevaron al deseo de aliviar el sufrimiento de otros allá donde ella lo encontrara. Aunque ella 
misma se consideraba a sí misma llena de carencia, quería literalmente cambiar el mundo.

## Pensamiento
La visión de Eglantyne era nada más y nada menos que la de mejorar la vida de todos los niños, 
a través de una combinación de investigaciones científicas sobre métodos de desarrollo, 
autoayuda, ayuda financiera y programas profesionales de gestión. Aunque pueda parecer que 
en su juventud cambiara de una cosa a otra, también queda demostrado que su fuerza motora 
fue su entrega a la causa de los niños.   
Era capaz de articular esa visión, sobre todo en los “Derechos del Niño” y, lo que es más 
importante, de plasmarla en planes de acción concretos y sostenibles. Fue una visión viva que 
se adaptaba y cambiaba en su expresión durante su vida y seguía haciéndolo después de su 
muerte. Esta visión evolucionaba continuamente, desde el enfoque original de ayudar a las 
víctimas de la Guerra en Europa central, los esfuerzos por el autodesarrollo en su propio país 
hasta la ambición de ensanchar los horizontes de Save the Children hacia África y Asia. 

## Resultados
Save the Children trabaja en 130 países de todo el mundo. Es una de las agencias de ayuda 
más importantes del mundo y también una de las más innovadoras. Sus actividades van desde 
el apadrinamiento de niños, escuelas de formación profesional para niños, grupos de juego, 
comida en colegios, hasta programas de eliminación de minas terrestres y programas de salud 
y educación con enfoques científicos de “desviación positiva” para formar a las personas en la 
elaboración de buenas prácticas locales. Save the Children sigue fiel a los principios de 
Eglantyne en todos los países en los que trabaja la alianza.  
Sus principios, plasmados en los “Derechos del Niño”, han sido adoptados íntegramente por las 
Naciones Unidas. Hay muy pocas personas en la historia que hayan dejado un legado tan 
valioso para el bienestar social del mundo. 